# Der Einbruch des Meeres

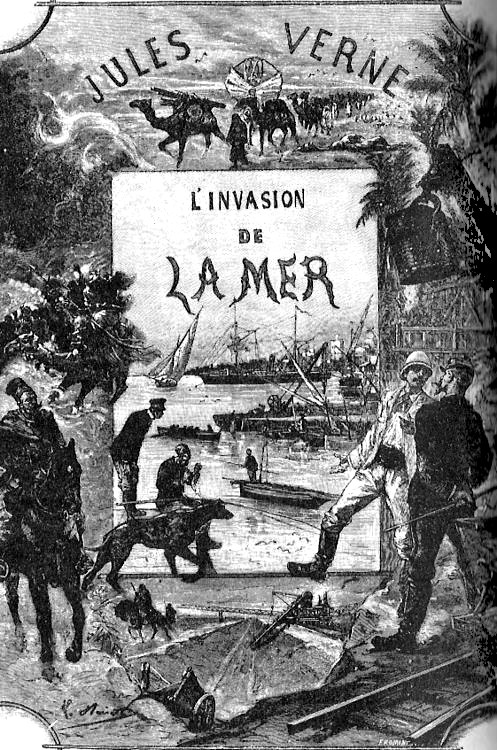
Titelseite der französischen Originalausgabe mit einer Illustration des Zeichners Léon Benett

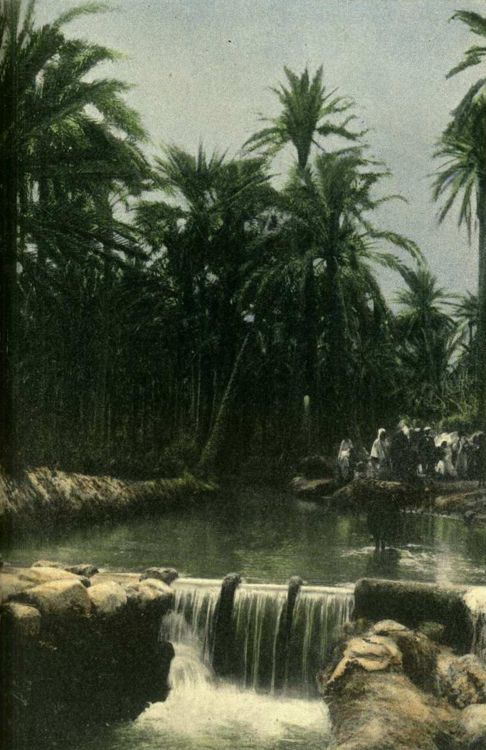
Illustration aus dem Roman, gezeichnet von Léon Benett

Der Einbruch des Meeres ist ein Roman des französischen Autors Jules Verne. Literaturwissenschaftler sind der Ansicht, dass große Teile des Romans von Vernes Sohn Michel Verne geschrieben wurden, da Jules Verne kurz vor seinem Tod bereits unter gesundheitlichen Problemen litt. Teile des Romans sollen bereits 1902 vorhanden gewesen sein. Der Roman wurde erstmals 1905 von dem Verlag Pierre-Jules Hetzel unter dem französischen Titel L’Invasion de la mer veröffentlicht. Die erste deutschsprachige Ausgabe erschien 1905 unter dem Titel Der Einbruch des Meeres. Der englische Titel des Romans lautet Invasion of the Sea.

## Handlung
Die Geschichte beginnt in der Oase von Gabès, einem Küstenort im heutigen Tunesien, das damals französische Kolonie war. Der Targi Hadjar ist ein Gefangener in dem Gefängnis von Gabes. Er wird beschuldigt, an dem Überfall auf eine geologische Expedition beteiligt gewesen zu sein. Er wird durch eine Befreiungsaktion von Freunden aus dem Gefängnis befreit.
Die Kolonialherren aus Frankreich wollen die Wüste Tunesiens, die die Form einer riesigen Senke hat, in ein Binnenmeer verwandeln. Die Grundlage für dieses Projekt basiert auf Plänen des Franzosen Roudaire. Dessen Ziel war es, die Landwirtschaft aufleben zu lassen und dem Handel eine neue Basis zu geben. Damit diese Pläne Wirklichkeit werden können, ist geplant, einen etwa hundertundsiebzig Kilometer langen Kanal zu bauen. Durch ihn soll das Wasser vom Mittelmeer in der Nähe der Stadt Gabès in das Binnenmeer geleitet werden. Das Salzwasser aus dem Mittelmeer soll im Binnenmeer verdunsten und dadurch in der Umgebung für Regen sorgen. Auf diese Weise soll auch das umliegende Land fruchtbar gemacht werden.
Der verbesserte Zugang vom Mittelmeer in das Landesinnere durch die Schiffbarkeit des Kanals soll von französischen Truppen genutzt werden. Hundert Jahre nach dem Hissen der französischen Flagge auf der Kasbah von Algier soll die französische Flotte auf dem Binnenmeer in der Sahara fahren und die Militärbasen in der Wüste versorgen. Auf diese Art und Weise soll dieser Teil von Afrika befriedet werden.
Neben der Lösung der wissenschaftlich-technischen Probleme kämpfen die Planer auch gegen den Widerstand in der Bevölkerung. Das neue Meer würde diese von ihren angestammten Siedlungsstätten vertreiben. Tausende Bewohner der Wüste würden ihre Heimat verlieren. Oasen würden in den Fluten versinken und die bisherigen Wege der Karawanen würden dann auf dem Meeresgrund liegen. Die Tuareg und die Beduinen verteidigen ihren Lebensraum. Aus diesem Grund steht die Expedition des Hauptingenieurs von Schaller mit seinem Gehilfen François, die den Stand der Arbeit des Kanalbaus kontrollieren wollten, unter militärischem Begleitschutz.
Von Schaller inspiziert die schon unter Roudaire gebauten Kanalabschnitte und auch die neu begonnenen Bauabschnitte. Einer davon ist völlig verwüstet und von den Bauarbeitern verlassen. Teile des neu gebauten Kanals sind wieder zugeschüttet worden. Ein Einheimischer erklärt ihnen die Gründe. Er macht Berber für die Zerstörungen verantwortlich. Die Gruppe fällt auf eine Finte hinein und trennt sich. Der Rest unter der Führung von Kapitän Hardigan wird von den tatsächlich Schuldigen, den von dem befreiten Hadjar geführten Tuareg, überfallen. Der Begleitschutz des französischen Militärs kann nicht verhindern, dass sie und der Hauptingenieur von Schaller in die Gewalt der Nomaden gelangen. Doch bald können sie wieder fliehen. Sie kämpfen sich durch die Salzwüste des Schott und erreichen mit letzter Kraft eine hügelige Oase. Aber riesige Tierherden fliehen durch das Land und durch Erdbeben kommt es zum Durchbruch von Grundwasser an die Oberfläche des mit Salz verkrusteten Gebietes. In der darauffolgenden Nacht nimmt der Wasserstand beängstigend zu. Die Gruppe findet sich auf einer Insel wieder. Am Morgen des nächsten Tages sehen sie, wie der gesamte Tuaregstamm von Hadjar auf der Flucht vor einer riesigen Flutwelle ertrinkt. Die Ursache ist ein Erdbeben, das eine gewaltige Erdabsenkung verursacht. Das Mittelmeer ergießt sich über eine große Breite hinweg in die riesige Wüstensenke. Die Natur ist somit den Bauarbeiten zuvorgekommen. Die versprengte Militäreskorte rettet schließlich mit einem Dampfschiff die Mitglieder der Gruppe.